# جاناتان موران
جاناتان موران (انگلیسی: Jonatan Morán؛ زادهٔ ۱۴ آوریل ۱۹۸۹) بازیکن فوتبال اهل آرژانتین است.